# Мелу Антуниш, Эрнешту Аугушту
 Эрнешту Аугушту ди Мелу Антуниш (порт.  Ernesto Augusto de Melo Antunes, 2 октября 1933, Лиссабон, Португалия — 10 августа 1999, Синтра, Португалия) — португальский политический и военный деятель, министр иностранных дел Португальской республики в 1975 — 1976 годах. Один из лидеров Революции гвоздик.

## Биография
Эрнешту Аугушту ди Мелу Антуниш родился 2 октября 1933 года в Лиссабоне, Португалия в семье Эрнешту Аугушту Антуниша и Марии Жозе Форжаз ди Мелу. В 1939 году, когда Мелу Антунишу исполнилось 6 лет, его отца, который был военным, перевели на службу в португальскую Анголу, и тот взял с собой семью. Через три года девятилетний Мелу Антуниш вернулся в континентальную Португалию, где в 1944 году посещал лицей в Авейру, а затем лицей в Фару.

### Карьера офицера
Окончив в 1953 году колледж в Тавире и получив среднее образование, Мелу Антуниш по семейной традиции выбрал карьеру кадрового военного. 15 октября того же года он добровольцем поступил в Военную школу (отделение артиллерии) (порт.  Escola do Exército [Arma de Artilhari]), окончив которую 1 октября 1956 года стал аспирантом артиллерии, после чего прошёл курс обучения в Артиллерийской школе (порт. Escola Prática de Artilharia). Во время учёбы Мелу Антуниш много читал, посещал курсы по истории, философии и праву в Лиссабонском университете. Там он получил диплом математика. Он увлёкся чтением запрещённых, так называемых «проклятых авторов» (порт. autores malditos), в том числе и Карла Маркса, что едва не привело к его исключению из училища.
1 ноября 1957 года Мелу Антуниш получил звание алферса и в конце года был направлен в своеобразную ссылку в Гарнизонную артиллерийскую группу (порт.  Grupo de Artilharia de Guarnição [GAG]) в Понта-Делгада на острове Сан-Мигел, Азорские острова, во 2-ю отдельную батарею береговой артиллерии (порт. Bateria Independente de Defesa de Costa n.º 2), а в 1958 году переведён в батарею зенитных орудий сводной артиллерийской группы (порт. Bateria Anti-Aérea do Grupo de Artilharia de Guarnição). 1 декабря 1959 года Мелу Антуниш получил звание лейтенанта. В 1960 году Мелу Антуниш был переведён в 1-ю батарею гарнизонной артиллерии и 1 декабря 1961 года получил звание капитана, продолжив службу в Отдельном территориальном командовании Азорских островов.
Однако и в армии Мелу Антуниш не изменил своему пристрастию к политике. Он участвовал в политико-культурной оппозиции, возглавлявшейся Боржишем Коутинью, в 1962 году вместе с Мануэлом Алегри он создал нелегальную Ассамблею патриотических акций (порт.  Juntas de Acção Patriótica), занимавшуюся просвещением и агитацией. Мелу Антуниш и его сторонники участвовали в заговоре генерала Умберту Делгаду, который должен был высадиться на Азорских островах. Однако генерал не выполнил своей задачи и, как вспоминал Мелу Антуниш, они многие дни вглядывались в туман, висевший над морем, в ожидании десанта.
В 1963 году капитан Мелу Антуниш был направлен в свою первую командировку (комиссию) в африканские колонии. Он два года прослужил в Анголе, где шла война против повстанческой организации МПЛА. В 1965 году он вернулся на службу Отдельное территориальное командование Азорских островов, но уже в 1966 году был снова направлен в Анголу. В 1968 году Мелу Антуниш вернулся в Португалию, где прослужил три года. В 1969 году он намеревался выставить свою кандидатуру в депутаты Национального собрания и 21 января 1969 года опубликовал документ «Независимая кандидатура на парламентских выборах 1969 года: Декларация Понта-Дельгада» (порт.  Candidatura Independente às Eleições para Deputados em 1969: Declaração de Ponta Delgada). Он выставил свою кандидатуру в депутаты Национального собрания по округу Понта-Делгада, однако в октябре того же года его кандидатура не была утверждена правительством. Однако Мелу Антуниш был переведён в столицу и несколько месяцев служил в Управлении кадров Лиссабонского военного округа.
25 июня 1970 года капитан Мелу Антуниш руководил коллоквиумом на тему «Размышления о личном опыте» (порт. Reflexões Sobre Uma Experiência Pessoal) в Объединении научных исследований и документации, в котором рассматривается ряд вопросов, касающихся вооруженных сил. 14 сентября 1970 года он отправил рапорт в Департамент армейский дисциплины и уже 23 сентября был назначен командиром артиллерийской роты в Анголе. Это была его третья комиссия. 6 января 1971 года он получил под командование 3314-ю артиллерийскую роту в Нинда и 1 марта 1972 года был произведён в майоры.

### Идеолог «Движения капитанов»
В 1972 году Мелу Антуниш был переведён во 4-й артиллерийский полк на Азорских островах. Вернувшись из Анголы, где он стал решительным противником колониальной войны, в континентальную Португалию майор Эрнешту Мелу Антуниш примкнул к офицерскому движению, недовольному существующим режимом и социальным положением офицерского корпуса. В армейской среде он считался интеллектуалом, его политические взгляды были близки к взглядам европейской социал-демократии. Мелу Антуниш считал возможным построение демократического общества с «ярко выраженными социалистическими чертами».
По рекомендации лидера нелегальной Португальской социалистической партии Мариу Суариша майор Мелу Антуниш 5 декабря 1973 года он вошёл в рабочую группу для разработки программы «Движения капитанов». 5 февраля 1974 года Мелу Антуниш впервые присутствовал на заседании Центральной комиссии «Движения капитанов» в доме Марселину Маркиша, когда обсуждался проект программы движения. В тот же день он вместе с Жозе Мариа Азеведу, Коштой Брашем и Соуза-и-Каштру вошёл в комитет по выработке новой программы и стал его координатором. Проект программы был одобрен на совещании в Кашкайше 18 марта 1974 года. 23 марта 1974 года Мелу Антуниш снова был отправлен служить на Азорские острова и в ночь перед отъездом передал подготовленные документы Витору Алвишу. Мелу Антуниш стал главным идеологом, соавтором и основным редактором программы Движения вооружённых сил, которая была завершена 21 апреля 1974 года.
После Революции гвоздик, когда «Движение капитанов» пришло к власти, Мелу Антуниш был вызван в Лиссабон, где занял видное место в руководстве движения. 27 апреля 1974 года он вошёл в Координационную комиссию ДВС от сухопутных сил. 31 мая Мелу Антуниш был включён в состав Государственного совета Португалии от ДВС. Он возглавлял делегацию Координационной комиссии ДВС, посетившую 6 июня Португальскую Гвинею для ознакомления с обстановкой.
В июле 1974 года, после отставки кабинета Аделину да Палма Карлуша Мелу Антуниш был одним из лидеров движения, воспрепятствовавшим назначению на пост премьер-министра министра обороны полковника Мариу Фирмину Мигела.
Тогда же, в июле 1974 года Движение вооружённых сил предложило президенту страны генералу Антониу ди Спиноле на выбор две кандидатуры на пост премьер-министра — майора Эрнешту Мелу Антуниша и полковника Вашку Гонсалвиша. 13 июля Спинола выбрал Гонсалвиша, наложив вето на кандидатуру Мелу Антуниша, которого считал отъявленным «опасным коммунистом».

### Государственный министр
19 июля 1974 года Эрнешту Мелу Антуниш стал одним из четырёх государственных министров без портфеля во II временном правительстве полковника Вашку Гонсалвиша. Как государственный министр занимался вопросами деколонизации, которая началась после опубликования 27 июля Закона № 7/74, признавшим права колоний на независимость. Он был главным посредником на переговорах о предоставлении независимости Гвинеи-Бисау. В августе 1974 года Мелу Антунеш стал фактическим главой военного совета, который на короткий срок взял на себя управление африканской колонией Мозамбик и 20 сентября 1974 года передал управление Мозамбиком временному правительству в составе представителя ФРЕЛИМО и 3 португальских офицеров. Мелу Антуниш возглавлял португальскую делегацию, подписавшую Лусакские соглашения 7 сентября 1974 года и подписал Лиссабонское соглашение о деколонизации Кабо-Верде 18 сентября 1974 года. Он сохранил свой пост и в III Временном правительстве Вашку Гонсалвиша, которое принесло присягу 1 октября 1974 года, на этот раз курировал уже экономику Португалии.
28 октября 1974 года Мелу Антуниш вошёл в Совет 20-ти (порт. Conselho dos Vinte), возглавивший Движение вооружённых сил и армию Португалии.
18 октября 1974 года Мелу Антуниш был назначен координатором рабочей группы по разработке 3-летней программы социально-экономического развития страны, в которую вошли Руй Вилар, Силва Лопиш, Мария ди Лурдиш Пинтассилгу и Витор Констанциу. Проект был утверждён ассамблеей ДВС 28 декабря. 5 февраля 1975 года правительство рассмотрело и 21 февраля утвердило Программу социально-экономической политики (порт.  Programa de Politica Económico-Social  или Programa de Acção Política e Económica), получившую название «План Мелу Антуниша» (порт.  Plano Melo Antunes). Однако план вызвал множество споров и после событий 11 марта 1975 года был забыт. В феврале 1975 года Мелу Антуниш также активно участвовал в выработке и заключении Конституционного соглашения политических партий и ДВС.
Одновременно Мелу Антуниш оставался одним из ведущих левых идеологов ДВС. 4 февраля 1975 года французский «Le Monde» опубликовал интервью Мелу Антуниша, в котором он заявил — 
«Мы… хотим создать образец самобытного общества, социализм на португальский лад, который никому и ничем не будет обязан».
 Его позиции усилились после мартовских событий и устранения правой группировки генерала ди Спинолы. 15 марта 1975 года майор Эрнешту Мелу Антуниш заявил — «Наша стратегия должна заключаться в переходе к социализму», а «ДВС не имеет ничего общего с политическими партиями»
21 марта, когда был расширен состав Революционного совета, Мелу Антуниш стал его членом.

### Внешняя политика при Мелу Антунише
26 марта 1975 года майор Эрнешту Мелу Антуниш стал министром иностранных дел в IV Временном правительстве Вашку Гонсалвиша. Продолжился процесс возвращения Португалии на международную арену — в 1975 году были установлены дипломатические отношения с Габоном, Кот-д’Ивуаром, Народной Республикой Конго, Бурунди, Мавританией, Алжиром, Ираком, Либерией, Танзанией, Замбией, НДРЙ, Кувейтом, Ганой, Йеменом, Нигером, Кенией. Были восстановлены дипломатические отношения с Египтом, Ливаном и Суданом. В марте была запрещена деятельность в Лиссабоне дипломатической миссии Южной Родезии, в апреле было закрыто дипломатическое представительство Португалии в Чили, где к власти пришёл генерал Аугусто Пиночет. В апреле были установлены дипломатические отношения с КНДР. В мае 1975 года Португалию посетил президент Замбии Кеннет Каунда. В июне был подписан договор о дружбе и сотрудничестве с Гвинеей-Бисау. 1 июля были установлены дипломатические отношения с ДРВ.
23 апреля 1975 года Мелу Антуниш был представителем Португалии при обмене ратификационными грамотами к дополнительном протоколу о конкордате со Святым Престолом.
В октябре страну посетил президент Румынии Николае Чаушеску и союзный секретарь по иностранным делам СФРЮ Милош Минич.
Мелу Антуниш был членом делегации Португалии на заключительном этапе Совещания по безопасности и сотрудничеству в Европе в Хельсинки.
8 декабря 1975 года Португалия разорвала дипломатические отношения с Индонезией, которая оккупировала Восточный Тимор. Мелу Антуниш как министр иностранных дел выступил с заявлением о том, что Восточный Тимор по прежнему является португальской территорией, и Лиссабон не признает одностороннего провозглашения его независимости со стороны ФРЕТИЛИН. Португалия обратилась в Совет Безопасности ООН с просьбой способствовать мирному урегулированию. Совет Безопасности подтвердил права Португалии в качестве управляющей державы и призвал Индонезию безотлагательно вывести войска. В феврале 1976 года Португалию посетили министры иностранных дел Франции Жан Сованьярг и ФРГ Ганс-Дитрих Геншер.
В марте Португалию посетил президент Югославии Иосип Броз Тито. В апреле были прерваны дипломатические отношения с Анголой. В апреле была достигнута договорённость о восстановлении прерванных в 1975 году дипломатических отношений с Заиром, в июле были установлены дипломатические отношения с Объединёнными Арабскими Эмиратами.

### Зарубежные поездки Мелу Антуниша
- Декабрь 1975 года — Ирак;
- январь 1976 года — Австрия и Бельгия[14]
- январь 1976 года — Венгерская Народная Республика и Чехословацкая Социалистическая Республика[15]. В Венгрии он заявил что «Португалия в своей внешней политике придает большое значение развитию и укреплению отношений с социалистическими странами», не нарушая отношений с США, НАТО и Общим рынком[16].
- март 1976 года — Иран и Польская Народная Республика;
- апрель 1976 года — Дания
- май 1976 года — Швеция и Народная Республика Болгария[14]
- июнь 1976 года — официальный визит в СССР[15].

### Мелу Антуниш и революционный процесс
Летом 1975 года Эрнешту Мелу Антуниш перешёл в оппозицию к курсу правительства генерала Вашку Гонсалвиша и стал главным теоретиком «Группы девяти» и автором «Документа девяти». При этом, хотя он и был вдохновителем «Группы», существовало мнение, что её реальными руководителями были генералы Франку Шараиш и Пезарат Коррейя, капитан Васку Лоуренсу и Витор Крешпу. За участие в оппозиционной деятельности Мелу Антуниш был выведен из состава Революционного совета и откомандирован в распоряжение своего штаба для получения нового назначения. Однако армия в своём большинстве поддержала позицию «девятки», и 7 сентября 1975 года Мелу Антуниш был избран в новый состав Революционного совета, а 19 сентября вновь стал министром иностранных дел в VI Временном правительстве адмирала Жозе Пиньейру ди Азеведу. Он сохранил этот и пост при реорганизации кабинета в начале 1976 года.
Мелу Антуниш был активным участником разгоревшегося в ноябре конфликта в армии, выступая против левонастроенных офицеров и активности португальских коммунистов. При этом он резко критиковал антикоммунизм лидера социалистов Мариу Суариша.
Ночью 26 ноября Мелу Антуниш выступил по национальному телевидению с заявлением, что Португальская коммунистическая партия имеет очень важное значение для развития демократии в стране, предотвратив стихийный разгром португальских коммунистов. Он заявил — «Продолжение участия Португальской коммунистической партии в шестом временном правительстве является абсолютно необходимым для продвижения вперёд революционного процесса». Этот шаг привёл к тому, что у Мелу Антуниша появилось много врагов. Командующий Северным военным округом Антониу Пиреш Велозу обвинял Мелу Антуниша в том, что именно он спас компартию от полного разгрома, называл его «леваком и ярым коммунистом, в последний момент догадавшимся сменить позицию». Однако многие восхищались его смелостью в этот критический для страны момент. После 25 ноября его назвали компасом для тех лидеров 25 апреля, которые не хотят установления военной диктатуры.
17 декабря Мелу Антуниш вместе с бригадным генералом Вашку Лоуренсу, генералом Рамалью Эанишем, майором Жозе Канту-и-Каштру и капитаном фрегата Мануэлом Мартиншем Геррейру от имени вооружённых сил встретился с делегациями основных политических партий для обсуждения Конституционного пакта ДВС и партий.

### На службе конституционной республике
В 1976 году, когда военные после выборов передали власть политическим партиям, оставаясь в составе Революционного совета, Мелу Антуниш 24 июня также вошёл в состав Конституционной комиссии (1976—1977), предшественницы Конституционного суда. 1 августа 1978 года он получил звание подполковник и был приписан к Артиллерийскому управлению армии (до 1981 года). 20 октября 1980 года Мелу Антуниш постановлением Революционного совета вновь был назначен председателем Конституционной комиссии. Он выступал против реформы Конституции, исключения из неё положений о строительстве социализма и роспуска Революционного совета. 29 октября 1982 года Мелу Антуниш принял участие в последнем заседании совета и был автором его последнего коммюнике. 30 октября он стал одним из двух (вместе с президентом Рамалью Эанишем) членов Революционного совета, которые вошли в состав сменившего его Государственного совета Португалии. В том же году он был переведён в резерв армии. В 1983 году Мелу Антуниш сложил обязанности члена Конституционной комиссии.

### Последние годы
В 1984 — 1986 годах Мелу Антуниш был советником ЮНЕСКО, в 1986 — 1988 годах — заместителем генерального директора ЮНЕСКО. В 1986 году он покинул состав Государственного совета. В 1991 году Мелу Антуниш официально вступил в Португальскую социалистическую партию. В том же году он вышел на пенсию. Был консультантом ряда крупных компаний. В 1992 году правительство Анибала Каваку Силвы одобрило выдвижение его кандидатуры на пост генерального директора ЮНЕСКО, но не оказало должной поддержки, и избрание не состоялось. 19 апреля 1996 года декретом нового Президента Португалии Жоржи Сампайю № 6-А/96 Мелу Антуниш вновь стал членом Государственного совета Португалии. В 1999 году на конгрессе Социалистической партии Мелу Антуниш поддержал движение «Falar é Preciso»
Эрнешту Аугушту Мелу Антуниш скончался 10 августа 1999 года в своем доме в Синтре (округ Лиссабон), Португалия.

## Частная жизнь
В 1961 году Эрнешту Мелу Антуниш женился в Сан-Мигеле на Габриэле Марии да Камара ди Атаиде Мота (Gabriela Maria da Câmara de Ataíde Mota, р. 9 июля 1941 года), происходившей из дворянского рода. 6 октября 1962 года на Азорских островах у них родилась дочь Катарина, а 14 декабря 1963 года в Сан-Жозе, близ Понта-Делгаду сын Эрнешту. 8 марта 1975 года в Лиссабоне у супругов родилась дочь Жуана. В 1989 году Мелу Антуниш развелся с женой. По прихоти судьбы 5 сентября 1988 года его дочь Катарина ди Атаиде Мота ди Мелу Антунеш вышла замуж за внука Марселу Каэтану Жоржи Мигела Лупи Алвиша Каэтану. В 1990 году у Мелу Антуниша появилась внучка Мария (Maria Mota de Melo Antunes Caetano), в 1995 году — внук Педру (Pedro Mota de Melo Antunes Caetano). В 1997 году в Синтре Мелу Антуниш женился на уроженке Макао Марии Жозе ди Соуза Перейре (Maria José de Souza Pereira, р. 19 марта 1952 года), которая ради него бросила международную карьеру банкира и инвестиционного советника. 11 апреля 2000 году у Мелу Антунеша появился внук Эрнешту, 16 апреля 2002 года — внучка Мария.

## Награды
- Большой крест Ордена Свободы;
- Орден Амилкара Кабрала 1-й степени (Кабо-Верде, 27 декабря 2004 года);
- Посмертное признание Законодательного собрания Азорских островов (24 мая 2010 года)[3].

## Память
В 2001 году его именем была названа одна из улиц Лиссабона. По этому поводу состоялась торжественная церемония. 19 июля 2004 года в соответствии с Законом № 29/2000 Мелу Антунешу посмертно было присвоено звание полковника. В том же году историк Мария Инасия Резола (Rezola) провела опрос, который показал, что Мелу Антуниша помнят всего 44 % опрошенных, а часть из них не считает его важной исторической личностью. Некоторые до сих пор осуждают его за то, что он не допустил разгрома коммунистической партии. 27 ноября 2009 года открылся семинар, посвященный Мелу Антунишу. В нём приняли участие более тридцати учёных и военных, в том числе бывшие президенты Португалии Рамалью Эаниш, Мариу Суариш и Жоржи Сампайю.
Имя Эрнешту Мелу Антуниша отражено в топонимике 16 португальских городов и населённых пунктов, в том числе Лиссабона, Бежи, Амадоры, Каркавелуша и Синтры.

## Сочинения
- Vers la Démocratisation Effective des Relations Internationales, Lisboa, 1975
- Libertà e Socialismo: Momenti Storici del Dissenso, Milão, 1978.
- Angola no Campo de Tensão e de Conflitos Globais e Regionais: Um Panorama, in revista Economia e Socialismo, n.º 60, Lisboa, 1984.
- As Forças Armadas e o MFA: De 25 de Abril de 1974 a 25 de Novembro de 1975, in Revista Crítica de Ciências Sociais, n.º 15/16/17, pp. 47–52, Coimbra, 1985.
- O 25 de Abril e o Portugal de Hoje, Matosinhos, 1995.
- A Descolonização Portuguesa: Mitos e Realidades, in João Medina, História de Portugal: Portugal Democrático, vol. XV, pp. 180–189, Amadora, 1997.